# Aéroport de Francfort-Hahn
Pour les articles homonymes, voir HHN.
L'aéroport de Francfort-Hahn (code IATA : HHN • code OACI : EDFH) est un aéroport commercial situé dans le village de Lautzenhausen, à 10 km de la ville de Kirchberg en Rhénanie-Palatinat. L'aéroport de Francfort-Hahn est situé à plus de 130 km de Francfort-sur-le-Main. La première pierre de la base a été posée par des entreprises françaises en 1951 avant d'être utilisée par l'United States Air Force.

## Présentation
L'aéroport a commencé son exploitation civile en 1993, à partir des infrastructures de l'ancienne base Hahn Air Base de l'USAF.
En 2014, environ 2,4 millions passagers y sont passés, se situant au 11e rang en Allemagne. C'est le troisième aéroport de la Grande Région après Charleroi-Bruxelles-Sud et Luxembourg-Findel. Il est principalement desservi par des compagnies aériennes à bas prix (low-costs). Ryanair est la principale compagnie opérant sur place. L'aéroport se situe au 6e rang en Allemagne dans le domaine du fret, avec 133 milles tonnes. Les chiffres des passagers ont connu une diminution fulgurante depuis plusieurs années.
En mai 2016, l'aéroport de Francfort-Hahn avait été racheté à 82 % par le groupe chinois Shanghai Yiqian Trading Company pour environ 15 millions d'euros mais début juillet 2016, le ministre de l'intérieur de Rhénanie Palatinat déclare qu'il ne comptait plus sur cet accord, l'acheteur étant une société fantôme voulant escroquer les autorités et que les discussions ont repris avec deux autres acheteurs potentiels.
Le groupe chinois HNA, qui détient 82,5% du complexe employant 2 000 personnes en 2021, a demandé « l’ouverture d’une procédure collective » à la suite du dépôt de bilan déclaré par la tribunal de Bad Kreuznach a annoncé le 19 octobre 2021.
L'aéroport n'a pas de gare et ne compte pas parmi les aéroports les plus accessibles. En effet Mayence et Coblence sont à 85 km, Trèves à 70 km, Luxembourg à 118 km, Cologne à 160 km, Metz à 188 km et la ville de Francfort à 124 km.

## Situation
| Berlin · Brandebourg EuroAirport Basel-Mulhouse-Freiburg Freiburg · City Brême Cassel Cologne · Bonn Dortmund Dresde Düsseldorf Erfurt Francfort-Hahn Francfort · sur-le-Main Friedrichshafen Hambourg Hanovre Heringsdorf Karlsruhe · Baden-Baden Leipzig Lübeck Memmingen Munich Münster · Osnabrück Nuremberg Paderborn · Lippstadt Rostock Sarrebruck Stuttgart Sylt Weeze Mannheim |

### Graphique
Le graphique qui aurait dû être présenté ici ne peut pas être affiché car il utilise l'ancienne extension Graph, désactivée pour des questions de sécurité. Des indications pour créer un nouveau graphique avec la nouvelle extension Chart sont disponibles ici.

Voir la requête brute et les sources sur Wikidata.

## Compagnies aériennes et destinations

### Passagers
| Compagnies       | Destinations |
| ---------------- | --- |
| Air Arabia Maroc | En saison: Nador |
| Air Serbia       | Niš Constantin-le-Grand |
| FlyOne           | Chișinău |
| Ryanair          | - Alicante-Elche, - Barcelone-El Prat, - Bari-Karol Wojtyła, - Bergame-Orio al Serio, - Catane-Fontanarossa, - Dublin, - Faro, - Fès-Saïss, - Kerry-Killarney, - Londres-Stansted, - Malaga-Costa del Sol, - Nador, - Palma de Majorque, - Porto-F. Sá-Carneiro, - Séville-San Pablo, - Trévise-Sant'Angelo, - Zagreb-Pleso En saison : - Abruzzes, - Cagliari, - Corfou-I. Kapodístrias, - Gérone-Costa Brava, - Ibiza, - La Canée I.-Daskaloyánnis, - Marrakech-Ménara, - Palerme Falcone-Borsellino, - Rome Léonard-de-Vinci/Fiumicino, - Ténériffe-Sud Reine Sofia, - Thessalonique-Makedonía, - Trapani-V. Florio (Birgi), - Valence, - Vilnius, - Zadar |
| Wizz Air         | - Cluj-Napoca, - Koutaïssi-David-IV, - Skopje, - Sofia-Vrajdebna, - Timişoara-T. Vuia, - Tirana-Mère-Teresa, - Tuzla, - Vérone - Villafranca |

Actualisé le 30/07/2023

### Cargo
- Atlas Air
- My Cargo Airlines
- Nippon Cargo Airlines
- Silk Way Airlines
- Sky Gates Cargo
- Suparna Airlines

## Accès et transports
L'aéroport de Francfort-Hahn est accessible principalement par la route et les bus, sans connexion ferroviaire directe. Il est situé à environ 124 km de Francfort-sur-le-Main, 85 km de Mayence et Coblence, et 70 km de Trèves. Des services de bus relient l'aéroport à plusieurs villes environnantes et aéroports, avec des horaires adaptés aux vols.

### Bus
Plusieurs opérateurs assurent des liaisons en bus vers l'aéroport, avec des départs fréquents depuis les gares centrales ou routières. Parmi les principaux services :
- Flibco : navette directe entre Francfort-sur-le-Main (gare centrale) et l'aéroport de Hahn, avec un trajet d'environ 2 heures 10 minutes, des départs toutes les 1 à 3 heures selon les horaires, et des arrêts intermédiaires limités (par exemple à Mayence ou Simmern)[9],[8].

- FlixBus : dessert l'aéroport depuis Francfort-sur-le-Main (trajet d'environ 2 heures 10 minutes, départs quotidiens), Luxembourg (trajet d'environ 1 heure 50 minutes), et d'autres villes comme Coblence ou Trèves, avec des tarifs abordables et des horaires variables[10],[8].

- Bohr Omnibus (en partenariat avec Flibco ou Ryanair) : liaisons depuis Francfort-sur-le-Main via Mayence (trajet d'environ 2 heures), avec des bus adaptés aux vols low-cost et des départs toutes les 2 heures environ[11],[8].

- Rhein-Mosel-Bus (ligne 615) : service régional depuis Coblence (gare centrale), avec un trajet d'environ 1 heure 15 minutes et des départs ajustés aux arrivées/départs des vols[8].

### Voiture
L'aéroport est accessible via l'autoroute A61 (sortie Rheinböllen) ou la B50, avec plus de 7 000 places de parking disponibles sur site (tarifs à partir de 4 € par jour pour les parkings longue durée). Des locations de voitures (Europcar, Sixt) sont proposées au terminal.

### Taxi et transferts privés
Des taxis et services de VTC sont disponibles, avec un tarif moyen de 150-200 € depuis Francfort-sur-le-Main (trajet d'environ 1 heure 15 minutes). Des navettes privées ou partagées peuvent être réservées via des plateformes comme Transfeero ou Jayride,.